# Théoule-sur-Mer
 Théoule-sur-Mer  es una población y comuna francesa, en la región de Provenza-Alpes-Costa Azul, departamento de Alpes Marítimos, en el distrito de Grasse y cantón de Mandelieu-Cannes-Ouest.

## Demografía
| 755 | 733 | 798 | 1010 | 1216 | 1296 |
| Para los censos de 1962 a 1999 la población legal corresponde a la población sin duplicidades (Fuente: INSEE [Consultar]) |     |     |      |      |      |